# Унтер-Занкт-Файт (станція метро)
48°11′28″ пн. ш. 16°17′10″ сх. д. / 48.1911° пн. ш. 16.286° сх. д.
«Унтер-Занкт-Файт» (нім. Unter St. Veit) — станція Віденського метрополітену, розміщена на лінії U4 між станціями «Обер-Занкт-Файт» і «Брауншвейг-гассе».